# Јачатс (Орегон)
Јачатс (енгл. Yachats) град је у америчкој савезној држави Орегон.

## Демографија
По попису из 2010. године број становника је 690, што је 73 (11,8%) становника више него 2000. године.
| Група             | 2000.       | 2010.       |
| Белци             | 579 (93,8%) | 631 (91,4%) |
| Афроамериканци    | 1 (0,2%)    | 1 (0,1%)    |
| Азијати           | 5 (0,8%)    | 4 (0,6%)    |
| Хиспаноамериканци | 17 (2,8%)   | 33 (4,8%)   |
| Укупно            | 617         | 690         |